# Station Praha-Zličín
Station Praha-Zličín is een spoorwegstation in de Tsjechische hoofdstad Praag. Het station is gelegen in de wijk Praag-Zličín, aan de westzijde van de stad. Het station wordt aangedaan door spoorlijn 122, die van het hoofdstation van Praag via Zličín en Hostivice naar Rudná loopt.
Praha hlavní nádraží ↔ Praha-Smíchov ↔ Praha-Žvahov ↔ Praha-Jinonice ↔ Praha-Cibulka ↔ Praha-Stodůlky ↔ Praha-Zličín ↔ Hostivice ↔ Hostivice-Litovice ↔ Rudná u Prahy